# Савой (Іллінойс)
Савой (англ. Savoy) — селище (англ. village) в США, в окрузі Шампейн штату Іллінойс. Населення — 8857 осіб (2020).

## Географія
Савой розташований за координатами 40°3′37″ пн. ш. 88°15′18″ зх. д. / 40.06028° пн. ш. 88.25500° зх. д. (40.060246, -88.254993).  За даними Бюро перепису населення США в 2010 році селище мало площу 8,34 км², з яких 8,29 км² — суходіл та 0,05 км² — водойми.

## Демографія
Згідно з переписом 2010 року, у селищі мешкало 7280 осіб у 3257 домогосподарствах у складі 1595 родин. Густота населення становила 873 особи/км².  Було 3412 помешкання (409/км²).
Расовий склад населення:
| - 77,4 % — білих - 12,6 % — азіатів - 6,8 % — чорних або афроамериканців - 0,1 % — корінних американців |

До двох чи більше рас належало 2,4 %. Частка іспаномовних становила 2,7 % від усіх жителів.
За віковим діапазоном населення розподілялося таким чином: 20,2 % — особи молодші 18 років, 65,0 % — особи у віці 18—64 років, 14,8 % — особи у віці 65 років та старші. Медіана віку мешканця становила 32,5 року. На 100 осіб жіночої статі у селищі припадало 85,2 чоловіків;  на 100 жінок у віці від 18 років та старших — 81,1 чоловіків також старших 18 років.
Середній дохід на одне домашнє господарство  становив 79 582 долари США (медіана — 66 583), а середній дохід на одну сім'ю — 105 489 доларів (медіана — 92 888). Медіана доходів становила 60 577 доларів для чоловіків та 50 368 доларів для жінок. За межею бідності перебувало 16,9 % осіб, у тому числі 11,6 % дітей у віці до 18 років та 6,5 % осіб у віці 65 років та старших.
Цивільне працевлаштоване населення становило 3894 особи. Основні галузі зайнятості: освіта, охорона здоров'я та соціальна допомога — 41,3 %, роздрібна торгівля — 11,7 %, науковці, спеціалісти, менеджери — 10,0 %.